# Piper palmeri
Piper palmeri är en pepparväxtart som beskrevs av C. Dc.. Piper palmeri ingår i släktet Piper och familjen pepparväxter. Inga underarter finns listade i Catalogue of Life.